# Plocamopherus apheles
Plocamopherus apheles is een slakkensoort uit de familie van de Polyceridae. De wetenschappelijke naam van de soort is voor het eerst geldig gepubliceerd in 1927 door Barnard.